# Michele De Lucchi
Michele de Lucchi (nacido el 8 de noviembre de 1951) es un arquitecto y diseñador italiano.

## Biografía
De Lucchi nació en 1951 en Ferrara y se licenció en arquitectura en Florencia. Durante el período de la arquitectura radical y experimental fue una figura destacada en movimientos como Cavart, Studio Alchimia y grupo Memphis. 
De Lucchi ha diseñado lámparas y muebles para reconocidas empresas italianas y europeas, como Artemide, Olivetti , Alias, Unifor, Hermès y Alessi.  Para Olivetti fue Director de Diseño de 1988 a 2002 y desarrolló proyectos experimentales para Compaq Computers, Philips, Siemens y Vitra. Durante este período, desarrolló una serie de teorías sobre la evolución de los lugares de trabajo.
Ha diseñado y restaurado edificios en Japón para NTT , en Alemania para Deutsche Bank, en Suiza para Novartis y en Italia para Enel , Olivetti, Piaggio, Poste Italiane y Telecom Italia. En 1999 fue designado para renovar varias centrales eléctricas de ENEL (la Compañía Italiana de Electricidad). Para Deutsche Bank, Deutsche Bundesbahn, ENEL, Poste Italine, Telecom Italia, Hera, Intesa Sanpaolo y otros bancos italianos y extranjeros colaboró en el desarrollo de la imagen corporativa, introduciendo innovaciones técnicas y estéticas en el lugar de trabajo.
Ha participado en numerosas exposiciones de arte y diseño, creando planos de construcción para museos como la Triennale di Milano, el Palazzo delle Esposizioni en Roma, el Neues Museum de Berlín, la Fondazione Cini en Venecia, la Gallerie d'Italia - Piazza Scala, el museo Pietà Rondanini y Casa Manzoni en Milán. También ha desarrollado numerosos proyectos arquitectónicos para clientes públicos y privados en Georgia, como el Ministerio del Interior y el Puente de la Paz en Tbilisi. Más recientemente, ha realizado varios proyectos para la ciudad de Milán, incluidos los pabellones de la Expo 2015 (Padiglione Zero, Expo Center, Intesa Sanpaolo), el Pabellón UniCredit en Piazza Gae Aulenti y el Pabellón Aquae en Venecia con Giovanni Caprioglio y Filippo Caprioglio.
Su trabajo profesional siempre ha ido de la mano de una exploración personal del diseño, la tecnología y la artesanía. Desde 2004 esculpe pequeñas casas de madera utilizando una motosierra para crear la esencia del estilo arquitectónico. 
En 2003, el Centro Georges Pompidou de París adquirió un número considerable de sus obras. Selecciones de sus productos se exhiben en varios museos de diseño en Europa, Estados Unidos y Japón.
En 2000, el presidente Ciampi lo nombró funcionario de la República Italiana para sus servicios de diseño y arquitectura. En 2001 fue nombrado profesor de la Facultad de Diseño y Arte de la Universidad de Venecia. En 2006 recibió el doctorado honoris causa de la Universidad de Kingston, por su contribución a la “calidad de vida”. En 2008 fue nombrado profesor de la Facultad de Diseño del Politécnico de Milán y miembro de la Accademia Nazionale di San Luca de Roma.

## Diseño industrial
Michele de Lucchi es conocido por muchos objetos de diseño industrial, los más famosos son:
- La primera silla de Memphis (diseño) (1983);
- La lámpara Tolomeo para Artemide (empresa) (1986) (premio Compasso d'Oro 1989) en colaboración con Giancarlo Fassina ;
- La lámpara LED Castore para Artemide (2003) (premio Compasso d'Oro 2004);
- La lámpara fluorescente Noto para Artemide (2008);
- La mesa Vegan para Riva 1920 (2009) en colaboración con Davide Angeli ;
- La biblioteca Existencia para De Castelli (2010);